# Кучук Леонід Станіславович
Леоні́д Станісла́вович Кучу́к (біл. Леанід Станіслававіч Кучук; нар. 27 серпня 1959, Мінськ, СРСР) — радянський і білоруський футболіст і тренер.

## Кар'єра гравця
Починав ігрову кар'єру на позиції нападника у вищоліговому «Динамо» (Мінськ), але не зумів пробитися до основи команди. Потім грав на позиції захисника, більшість кар'єри (1980—1988 роки) провів у команді другої ліги «Гомсільмаш» (Гомель). З 1989 по 1991 рік грав за клуб КІМ (Вітебськ), у 1990 році також входив до тренерського штабу цієї команди. З 1992 року грав у чемпіонаті Білорусі: у 1992—1994 рр. — за «Молодечно», у 1995—1997 — за «Атаку-Аура», а завершив кар'єру у клубі «Динамо-93» (Мінськ).

## Тренерська кар'єра

### Рання кар'єра
У 1998 році у двох іграх він керував мінським «Динамо-93», яке програло обидві гри з загальним рахунком 0:8. У тому ж році він очолив «Молодечно», яке в підсумку посіло передостаннє 14 місце в чемпіонаті. У 2003 році працював старшим тренером у мінському «Локомотиві».

### «Шериф»
У січні 2004 року очолив «Шерифі» (Тирасполь), де став найуспішнішим головним тренером в історії клубу — 6 разів вигравав із командою чемпіонат країни, у сезоні 2009/10 вивів «Шериф» до групового раунду Ліги Європи. Залишив клуб у січні 2010 року.

### «Салют» (Бєлгород)

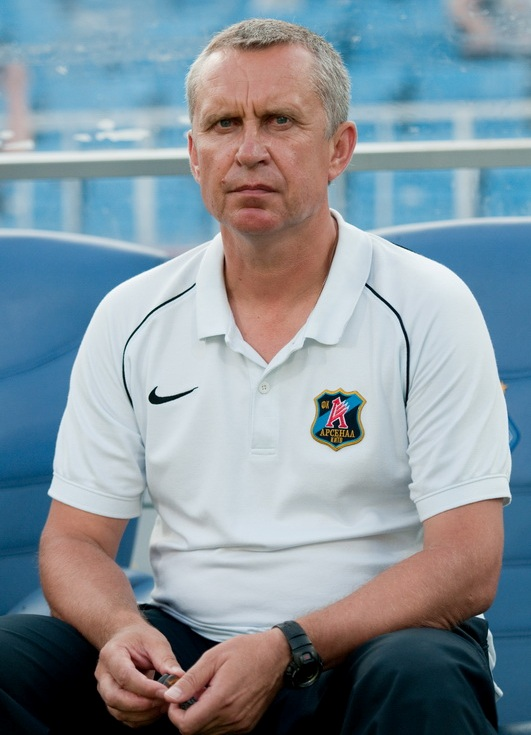
Леонід Кучук під час роботи з «Арсеналом». 2011 рік.

У 2010 році певний час був наставником клубу Першого дивізіону Росії «Салют» (Бєлгород), але команда грала дуже невдало — у 14 матчах команда Кучука здобула 3 перемоги при 9 поразках та перебувала серед аутсайдерів ліги, тому 23 серпня він подав у відставку з посади головного тренера, коли команді посідала передостаннє місце. Із жовтня 2010 року працював у «Шерифі» (Тирасполь) на посаді спортивного директора клубу.

### «Арсенал» (Київ)
У червні 2011 року був призначений головним тренером київського «Арсеналу». У сезоні 2011/12 із «канонірами» посів п'яте місце в чемпіонаті України, повторивши найкраще досягнення клубу і вперше в історії вивівши його у єврокубки. З кінця 2012 року в «Арсеналі» почалися фінансові труднощі, клуб розірвав умови з п'ятьма футболістами з найбільшими зарплатнями. 1 січня 2013 року білоруський спеціаліст покинув посаду головного тренера «Арсенала».

### «Кубань»
9 січня 2013 року Леонід Кучук був представлений як головний тренер «Кубані». На момент приходу Кучука в команду, вона посідала 4 місце в чемпіонаті Росії. Завдяки Кучуку команда змогла втриматися в зоні Ліги Європи до кінця сезону. Після завершення сезону керівництво клубу повідомило, що з Кучуком був підписаний контракт на 3 роки. Однак сам білорус спростував цю інформацію і заявив, що співпраця з «Кубанню» припинилася 31 травня, і його умови щодо нового контракту не були прийняті керівництвом.

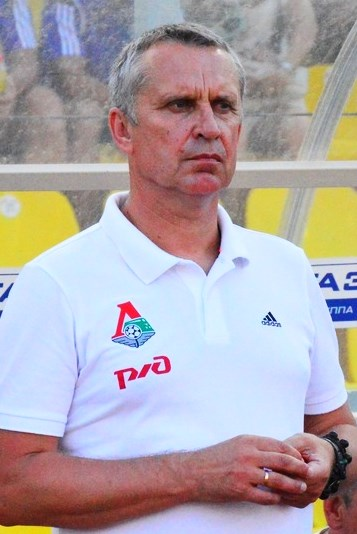
Леонід Кучук під час роботи з «Локомотивом». 2014 рік.

### «Локомотив» (Москва)
19 червня 2013 року очолив московський «Локомотив». За результатами сезону 2013/14 привів «залізничників» до бронзових медалей чемпіонату (уперше з 2006 року). Початок сезону 2014/15 був затьмарений прикрим епізодом — через конфлікт із Леонідом Кучуком головні «зірки» «Локомотива» — Мбарк Буссуфа й Лассана Діарра самовільно покинули команду. Надалі ситуація тільки погіршувалася — Кучук конфліктував із великим числом гравців, зокрема, через пресу. На цьому тлі погіршилися результати команди в чемпіонаті. 15 вересня 2014 року Ірина Смородська відсторонила Кучука від виконання обов'язків головного тренера, а 19 жовтня він був відправлений у відставку (офіційна причина — пропуск тренування). Після своєї відставки Кучук заявив, що не отримав компенсацію за дострокове припинення контракту й подав позов на «Локомотив» до РФС з вимогою відшкодувати йому 4,86 мільйони євро. У результаті позов був задоволений частково — Кучук отримав 1,8 мільйони.

### Повернення до «Кубані»
17 листопада 2014 року Кучук повернувся у Краснодар, підписавши з «Кубанню» угоду на 2 роки. Станом на січень 2015 року посідав 284 місце в рейтингу клубних тренерів видання Football Coach World Ranking. Разом з «Кубанню» Кучук зміг вийти у фінал Кубка Росії, де програв своєму колишньому клубу, «Локомотиву» (1:3). Після цього «Кубань» розірвала договір з Кучуком за взаємною згодою сторін.

### «Сталь»
15 січня 2017 року офіційно став головним тренером українського клубу «Сталь» (Кам'янське). Пропрацював з командою до завершення сезону 2016/17, за результатами якого його команда не пробилася до верхньої шістки турнірної таблиці, в якій розігрувалися медалі першості та місця в єврокубках, натомість фінішувавши на восьмій позиції. 6 червня 2017 року залишив кам'янський клуб за власним бажанням.

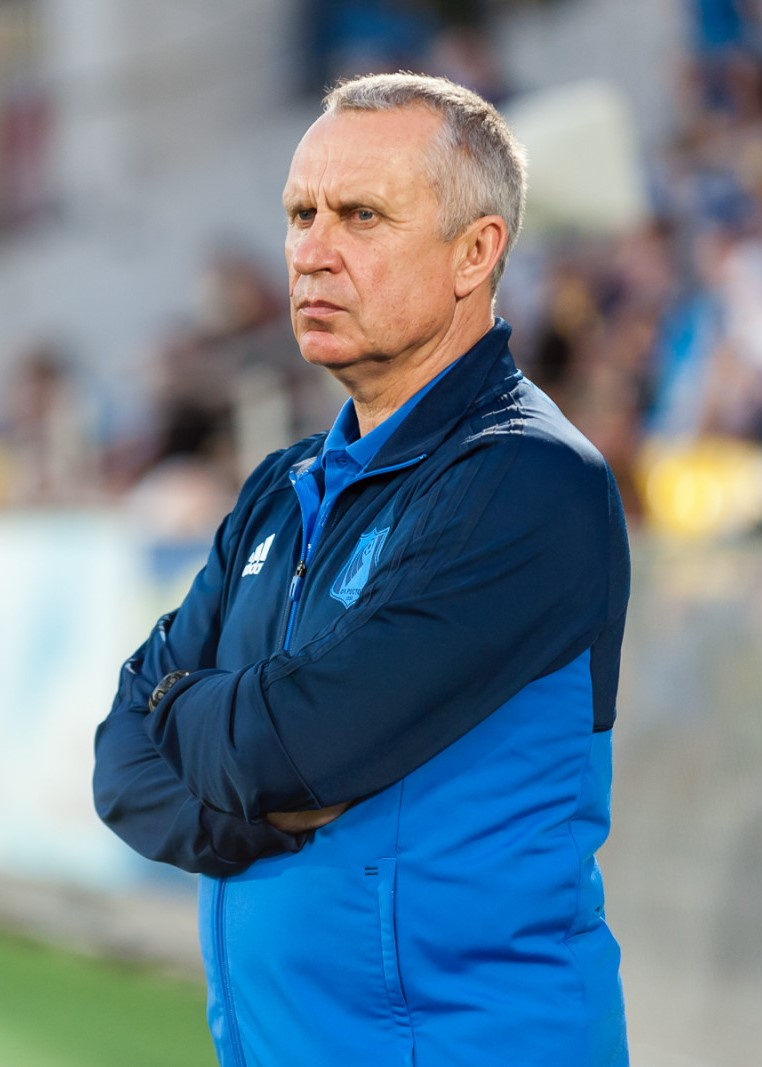
Леонід Кучук під час роботи з «Ростовом». 2017 рік.

### «Ростов»
9 червня 2017 року став головним тренером російського «Ростова», в якому також затримався лише на півроку — 6 грудня того ж року залишив команду за згодою сторін. За цей час ростовська команда здобула 6 перемог у 21 проведеній грі.

### «Рух»

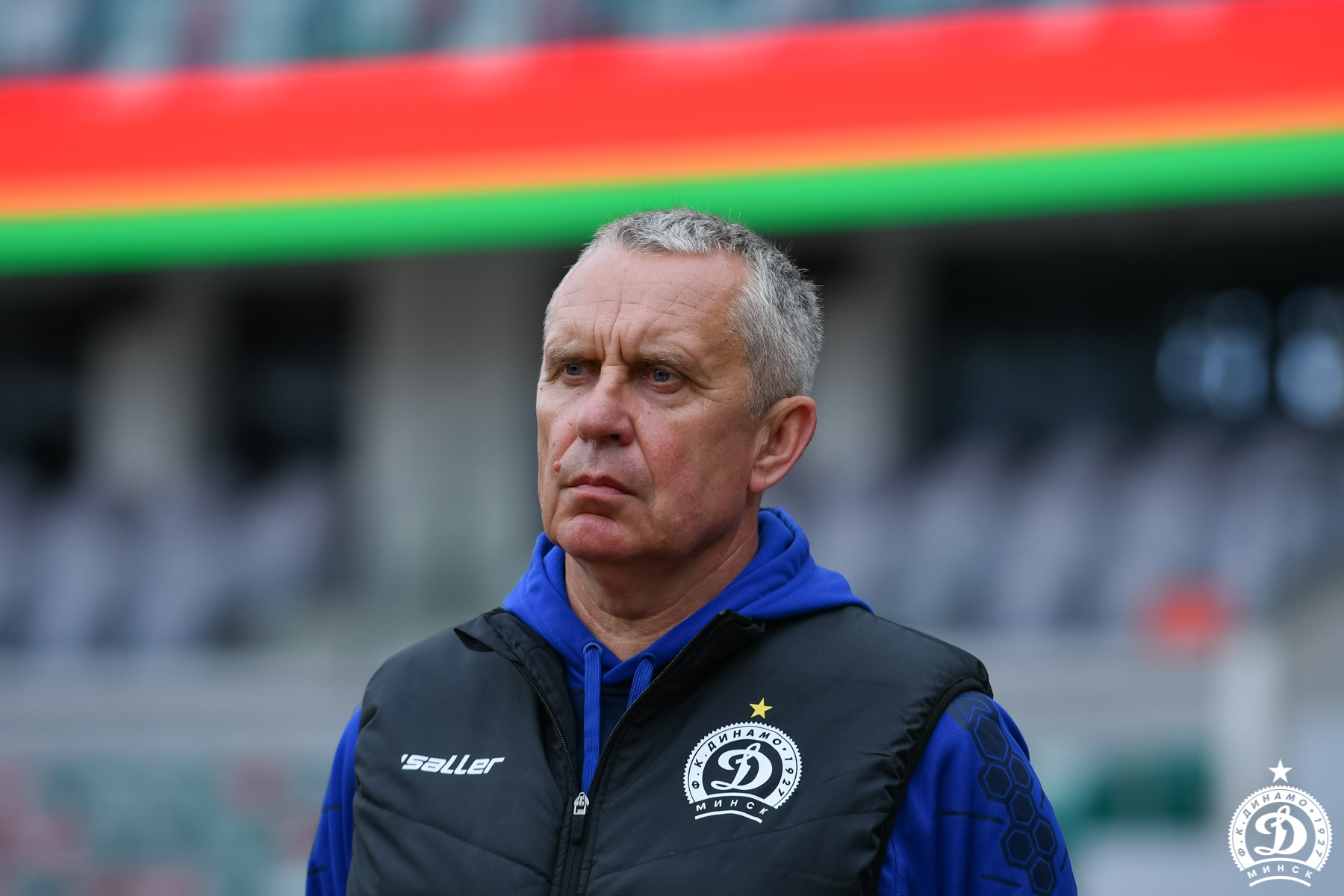
Леонід Кучук під час роботи з «Динамо» (Мінськ). 2020 рік.

1 лютого 2019 року було офіційно оголошено про призначення Кучука на посаду головного тренера українського першолігового клубу «Рух» з Винників. У липні того ж року клуб переїхав до Львова. Сезон 2018/19 команда закінчила на 11 місці у Першій лізі, а в сезоні 2019/20 йшла на вершині таблиці, втім до вищого дивізіону команда пробилась вже без Кучука, який у грудні 2019 року покинув клуб за домовленістю сторін. Загалом на чолі «Руху» Леонід Станіславович провів 33 матчі — 19 перемог, 8 нічиїх та 6 поразок.

### «Динамо» (Мінськ)
22 квітня 2020 року було офіційно оголошено про призначення Кучука головним тренером «Динамо» (Мінськ). У травні 2021 року Леонід Кучук подав у відставку з посади головного тренера після поразки від брестського «Руху» (0:1), а у червні офіційно покинув клуб. У сезоні-2021 команда Кучука здобула шість перемог у вищій лізі при двох нічиїх і трьох поразках, різниця забитих і пропущених м'ячів — 16:7.

### Повернення в «Рух»
4 серпня 2021 року було оголошено про повернення Кучука до «Руха» (Львів), щоправда, на цей раз в статусі команди Прем'єр-ліги. Проте 19 березня 2023 року контракт між тренером та клубом було розірвано .

## Титули та досягнення

### «Шериф»
- Чемпіон Молдови: 2003-04, 2004-05, 2005-06, 2006-07, 2007-08, 2008-09
- Кубок Молдови: 2005-06, 2007-08, 2008-09
- Володар Суперкубка Молдови: 2004, 2005, 2007.
- Кубок Співдружності: 2009

### «Локомотив»
- Бронзовий призер чемпіонату Росії: 2013/14